# Nomads of the North
Nomads of the North è un film del 1920, diretto da David Hartford, basato sul romanzo omonimo di James Oliver Curwood. 

## Trama
In un piccolo insediamento canadese vivono Nanette Roland con il padre malato, entrambi dipendenti dalle elargizioni caritatevoli di Duncan McDougall, il titolare del locale trading post della Compagnia della Baia di Hudson, e peraltro uomo risoluto e senza scrupoli, amante del potere che la sua situazione gli conferisce. Il figlio di Duncan, Buck, donnaiolo educato a Montreal, vorrebbe sposare Nanette, che invece è convinta ad aspettare il ritorno del suo fidanzato Raoul Challoner, che però, partito per una spedizione di caccia a ridosso dell'Artico, è assente da più di un anno, tanto da far supporre che sia morto.
Un giorno Buck tenta con la violenza di carpire un bacio da Nanette, ma ne riceve una sfregio sul volto. Duncan, allora, ferito nel suo orgoglio, minaccia di interrompere ogni aiuto ai Roland a meno che Nanette non sposi suo figlio. Buck intanto assolda Marat, uno spacciatore di whisky presso i nativi americani, perché testimoni di aver visto morire Raoul, in modo tale da rendere possibile, nella mente della ragazza, il matrimonio. Nanette, a malincuore, acconsente. Lo stesso pastore del luogo non è contrario a queste nozze, mentre un altro pretendente di Nanette, ma cortese, il caporale Mike O'Connor della RCMP, si mette il cuore in pace.
Raoul non è morto, e, coi due cuccioli che ha raccolto durante il viaggio, il cane Brimstone e l'orso Neewa, fa ritorno al villaggio proprio mentre Buck e Nanette, il cui padre nel frattempo è morto, sono davanti all'altare. Il matrimonio quindi non viene celebrato. Più avanti, in una colluttazione fra Raoul, Buck e Marat, quest'ultimo muore, senza che sia chiaro chi sia l'omicida, se mai ve ne fosse stato uno. Non è difficile però al rancoroso Duncan accusare Raoul e, in virtù dei poteri spettantigli, tradurlo nel locale carcere. Nanette non esita allora ad intervenire a mano armata per liberare Raoul, e i due, dopo un affrettato matrimonio, si danno alla fuga. Il caporale O'Connor è incaricato suo malgrado di ricercare il presunto omicida, da qualche parte nel Nord del paese.
Ma il Nord è grande, e passano tre anni prima che O'Connor riesca a rintracciare la coppia fuggiasca, stabilitasi colla loro bambina neonata in una casa di tronchi d'albero nella foresta della regione di Yellowknife. Buck, che aveva ripreso l'attività di smercio di alcoolici dal defunto Marat, nei suoi viaggi commerciali era stato in realtà il primo a scovare Nanette, e, profittando della temporanea assenza di Raoul, aveva tentato di rapirla, ma era stato costretto alla fuga dal cane Brimstone e dall'orso Neewa, ormai adulti e temibili. Sarà Buck, incontrato il caporale, ad indirizzarlo presso l'abitazione dei Challoner, impossibilitato egli stesso a recarvicisi a causa di una ferita alla gamba che si era procurato durante la marcia sul terreno accidentato, e che lo aveva costretto a prendere rifugio in un casotto nella foresta. O'Connor, ligio alla legge, arresta Raoul, e, con il prigioniero, Nanette e la bambina, si allontana dalla casa.
A qualche miglio di distanza da essa, i quattro vengono sorpresi da un grosso incendio della foresta, che minaccia di accerchiarli; riusciti a porsi in salvo si dirigono poi a recuperare Buck, ma trovano il suo ricovero totalmente distrutto dalle fiamme, nelle quali evidentemente Buck aveva trovato la morte lasciando di sé solo qualche oggetto identificativo. O'Connor quindi, presi gli oggetti di Buck, dice ai Challoner che riferirà alle autorità che a morire nell'incendio è stato Raoul, e se ne va per la sua strada, come pure la famigliola riconoscente.

## Produzione

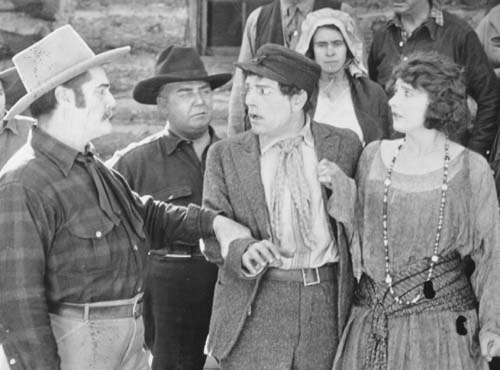
MacDowell, Lon Chaney e Betty Blythe

La foresta utilizzata nella scena dell'incendio è in realtà artificiale, ricostruita all'interno degli studios; le riprese per la scena – nella quale Betty Blythe e Lon Chaney rimasero infortunati - sono state effettuate da 6 cineprese.
I film Northern Patrol (1953), della Allied Artists, e La trappola di ghiaccio (1961), della Walt Disney, sono tratti dallo stesso romanzo di James Oliver Curwood su cui si basa Nomads of the North, per quanto le trame dei tre film siano notevolmente differenti.